# Beaumes-de-venise
Pour l’article homonyme, voir Beaumes-de-Venise.
Le beaumes-de-venise est un vin rouge d'appellation d'origine contrôlée produit sur les communes de Beaumes-de-Venise, Lafare, La Roque-Alric et Suzette, dans le département français de Vaucluse en région Provence-Alpes-Côte d'Azur.

## Histoire
Si le muscat de Beaumes-de-Venise est reconnu comme une appellation d'origine contrôlée dès 1945, les vins rouges de la commune étaient dans un premier temps vendus sous l'appellation régionale côtes-du-rhône.
L'appellation beaume-de-venise, réservée uniquement aux vins rouges, est reconnue par le décret du 25 octobre 2005. Le cahier des charges de l'appellation a été modifié ensuite en octobre 2009, en août 2011, en juillet 2025.

### Étymologie
Le nom de beaumes-de-venise vient de la commune éponyme, chef-lieu du canton qui regroupe les trois autres communes productrices de l'appellation. 
« Beaumes » est l'évolution de « Balmes », elle-même évolution Ad Balmas mentionné pour la première fois en 993, qui signifie les grottes, en rapport avec celles creusées sous le village et dans la roche de la colline.
Le qualificatif « de Venise », pour séduisant qu'il soit sur le plan touristique et viticole, ne doit rien à la ville de Venise, c'est une déformation de « Venisse », c'est-à-dire « du Comtat Venaissin », cette dernière appellation venant elle-même, selon l'hypothèse la plus probable de comitatus avecinnus, c'est-à-dire du « comtat avignonnais ».

## Vignoble

### Présentation
L'aire d'appellation est située dans la partie française de la vallée du Rhône, dans le département de Vaucluse, sur les communes de Beaumes-de-Venise, Lafare, Suzette et La Roque-Alric.
Il s'agit d'une des appellations des côtes du Rhône méridionales, limitrophe des aires produisant le vacqueyras (à l'ouest) et le gigondas (au nord-ouest).

### Lieux-dits

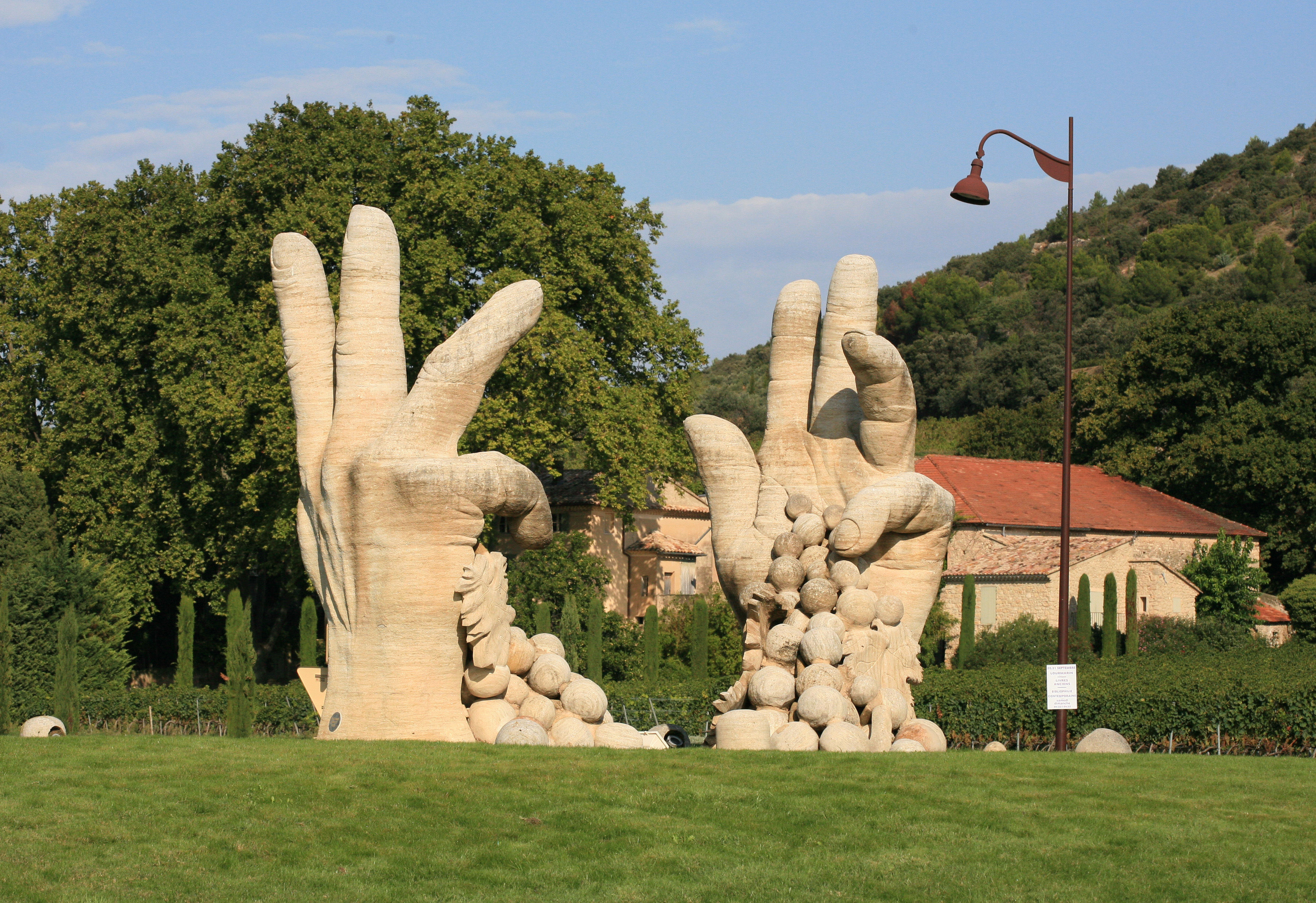
La cueillette manuelle des raisins
une obligation que se sont imposés les vignerons de Beaumes-de-Venise

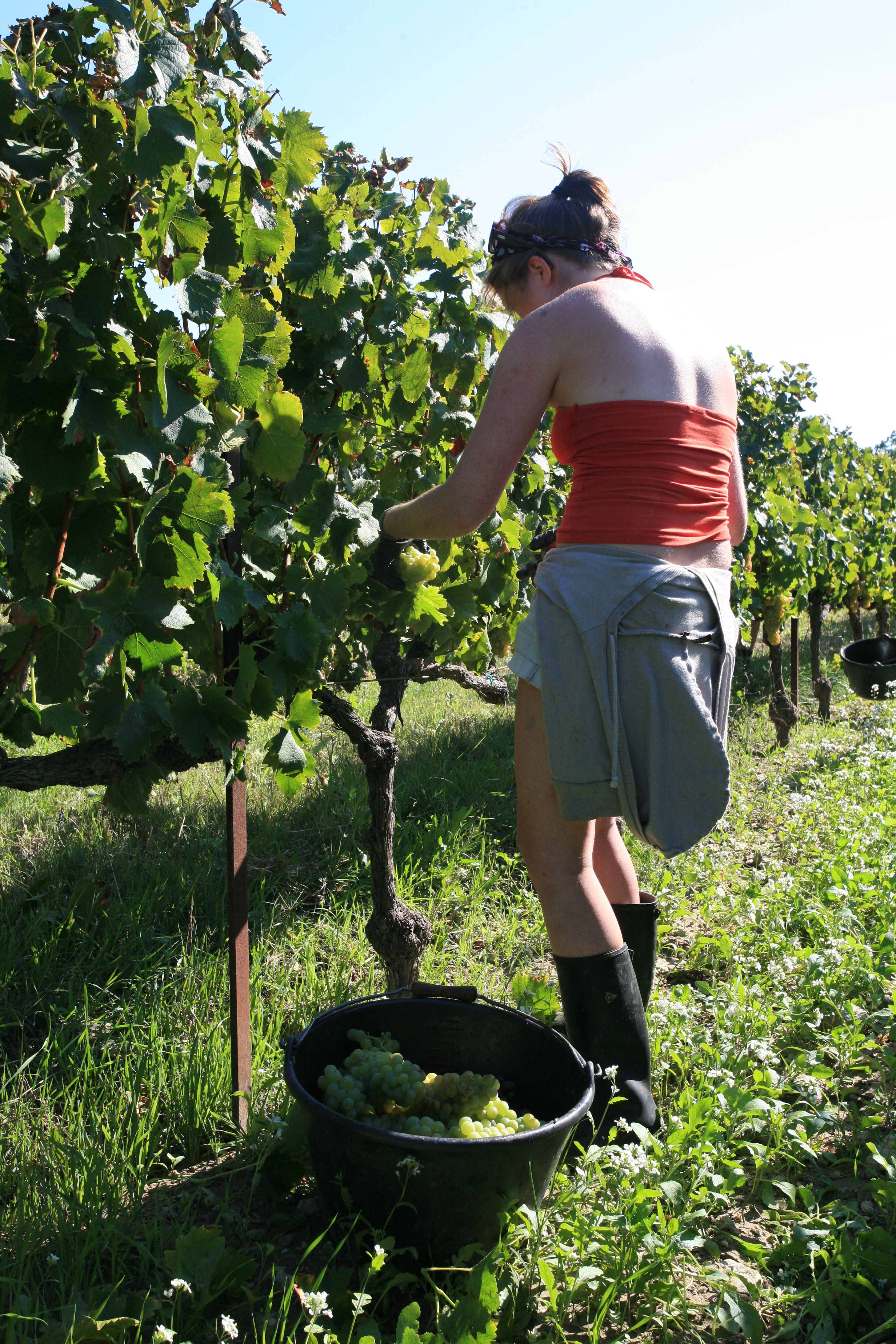
Vendangeuse dans le vignoble de Beaumes-de-Venise (récolte 2008).

### Encépagement
Les vins doivent assembler du grenache noir (50 % minimum) et de la syrah (25 % minimum). Le mourvèdre et les autres cépages de l'appellation sont admis jusqu'au seuil de 20 % avec introduction dans la vendange rouge de 5 % de cépages blancs.

### Orographie et géologie
Une partie du terroir de l'appellation est adossée sur les pentes sud-ouest des Dentelles de Montmirail.
Les terres de Beaumes-de-Venise s’étendent sur trois terroirs.

#### Les terres du Trias

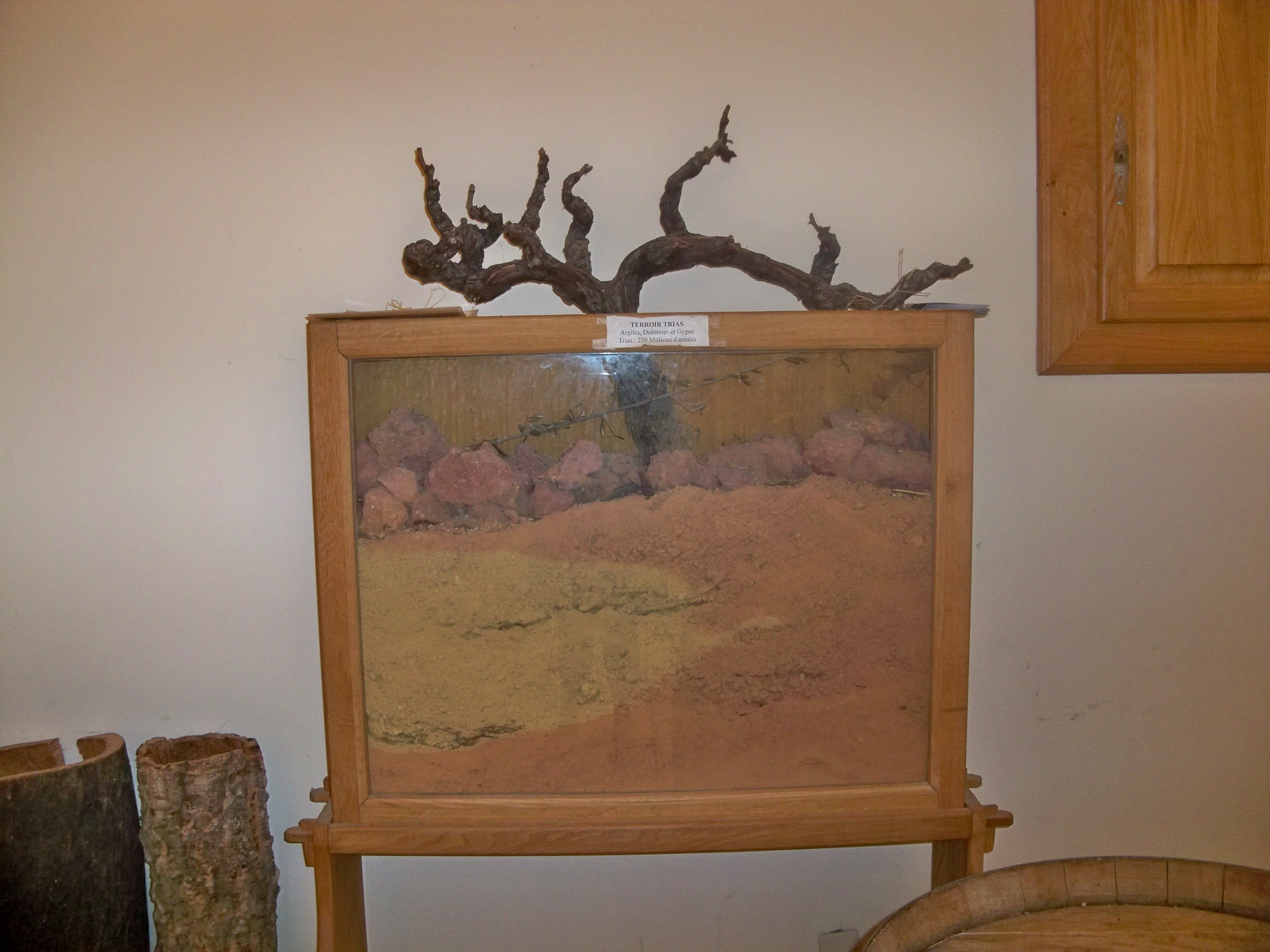
Les terres du Trias

Elles tirent leur nom de la période la plus ancienne de l’ère secondaire, comprise entre -251 ± 0,4 et -199,6 ± 0,6 millions d'années : le Trias. Cette formation s’est déposée dans une mer peu profonde et unique nommée la « Thétys ». Le climat de l'époque est chaud et la nature exubérante. 
Enfouie sous plus de 1 500 m de sédiments, cette couche géologique ressurgit de nos jours par endroits en surface. Riches en magnésie, en carbonate de calcium et en fer, les sols des terres du Trias sont reconnaissables à leurs couleurs : ocre, jaune et violet. Très peu fertiles, ces sols permettent toutefois aux ceps de ne subir ni le stress d'une sécheresse, ni celui d’une trop importante humidité. 
Le vin issu de ces terres se caractérise par sa richesse, sa souplesse et sa longévité.

#### Les terres du Crétacé
Appelées aussi « terres blanches du Bel Air du Crétacé », les sols de ces terres sont plus jeunes. Formés après l’ère du Trias, lors du Crétacé inférieur, il y a environ 100 à 140 millions d’années, quand la mer est devenue moins profonde.

#### Les terres grises des farisiens du Jurassique
Ce terroir est adossé au versant sud-est des dentelles de Montmirail.

### Climatologie
L'aire d'appellation est située dans la zone d’influence du climat méditerranéen, est soumis à un rythme à quatre temps : deux saisons sèches, dont une brève en hiver, une très longue et accentuée en été ; deux saisons pluvieuses, en automne, avec des pluies abondantes sinon torrentielles, et au printemps. Les étés sont chauds et secs, liés à la remontée en altitude des anticyclones subtropicaux, entrecoupés d’épisodes orageux parfois violents. Les hivers sont doux. Les précipitations sont peu fréquentes et la neige rare. Sa spécificité est son climat méditerranéen qui constitue un atout exceptionnel :
- Le mistral assainit le vignoble ;
- La saisonnalité des pluies est très marquée ;
- Les températures sont très chaudes pendant l'été.

La station météorologique de Carpentras (à 98 mètres : 44° 05′ 01″ N, 5° 03′ 29″ E) est à 4,5 kilomètres au sud-est de l'aire d'appellation.
| Mois                              | jan.  | fév.  | mars  | avril | mai   | juin | jui. | août  | sep.  | oct.  | nov.  | déc.  | année   |
| --------------------------------- | ----- | ----- | ----- | ----- | ----- | ---- | ---- | ----- | ----- | ----- | ----- | ----- | ------- |
| Température minimale moyenne (°C) | 1     | 1,1   | 4     | 6,9   | 10,8  | 14,4 | 16,5 | 16,1  | 12,7  | 9,5   | 4,9   | 1,8   | 8,3     |
| Température moyenne (°C)          | 6,1   | 6,9   | 10,5  | 13,6  | 17,7  | 21,7 | 24,4 | 24    | 19,5  | 15,3  | 9,9   | 6,5   | 14,7    |
| Température maximale moyenne (°C) | 11,1  | 12,8  | 17,1  | 20,4  | 24,6  | 29,1 | 32,3 | 31,9  | 26,4  | 21,1  | 15    | 11,3  | 21,1    |
| Nombre de jours avec gel          | 14,3  | 10,1  | 5,6   | 0,9   | 0     | 0    | 0    | 0     | 0     | 0,5   | 6,3   | 12,9  | 50,6    |
| Ensoleillement (h)                | 151,4 | 173,1 | 229,6 | 243,9 | 285,1 | 328  | 363  | 326,7 | 257,2 | 190,6 | 148,6 | 138,1 | 2 835,3 |
| Précipitations (mm)               | 46,3  | 34,2  | 41,3  | 61,1  | 55,6  | 41,7 | 25,7 | 40,6  | 98,7  | 87,6  | 90,8  | 41,9  | 665,5   |

Tableau comparatif des précipitations relevées en nord Vaucluse lors de l'année 2006. 
| Pluie.                                   | Oct. | Nov.  | Dec. | Jan.  | Fev. | Mars. | Avril. | Mai  | Juin | Juil. | Août | Sept. |
| ---------------------------------------- | ---- | ----- | ---- | ----- | ---- | ----- | ------ | ---- | ---- | ----- | ---- | ----- |
| % de précipitations comparé à la normale | 90 % | 100 % | 48 % | 103 % | 61 % | 84 %  | 16 %   | 42 % | 5 %  | 174 % | 60 % | 175 % |
| Fort orage (grêle)                       | 0    | 0     | 0    | 0     | 0    | 0     | 0      | 0    | 0    | 7     | 2    | 2     |

Températures relevées en nord Vaucluse lors de l'année 2006. 
| Température.                             | Oct.          | Nov.          | Dec.          | Jan.          | Fev.          | Mars.         | Avril.        | Mai           | Juin          | Juil.         | Août          | Sept.         |
| ---------------------------------------- | ------------- | ------------- | ------------- | ------------- | ------------- | ------------- | ------------- | ------------- | ------------- | ------------- | ------------- | ------------- |
| t° la plus chaude (date)                 | 25,2° (le 09) | 21,7° (le 03) | 14,2° (le 04) | 13,3° (le 19) | 15,5° (le 13) | 23,9° (le 31) | 26,7° (le 26) | 30,9° (le 17) | 35,2° (le 28) | 38,9° (le 21) | 34,1° (le 01) | 34,2° (le 04) |
| Nombre de jours t° > à 30°               | 0             | 0             | 0             | 0             | 0             | 0             | 0             | 2             | 16            | 31            | 2             | 8             |
| t° la plus froide (date)                 | 6,6° (le 05)  | -5,8° (le 28) | -6,9° (le 30) | -6,8° (le 15) | -4,7° (le 03) | -3,2° (le 02) | -2,8° (le 08) | 4,9° (le 01)  | 9,4° (le 02)  | 17° (le 07)   | 11,1° (le 15) | 10,3° (le 01) |
| Nombre de jours t° < à -6° (forte gelée) | 0             | 1             | 2             | 5             | 0             | 0             | 0             | 0             | 0             | 0             | 0             | 0             |

Bien que les terres soient situées à proximité de l'axe nord-sud qu'est la vallée du Rhône, le relief des Dentelles de Montmirail permet une certaine protection face au mistral. Le tableau suivant correspond aux différentes vitesse du vent enregistrées et à sa fréquence au cours de l'année 2006. 
| Mistral.                                             | Oct.    | Nov.    | Dec.     | Jan.    | Fev.    | Mars.    | Avril.  | Mai     | Juin     | Juil.   | Août    | Sept.   |
| ---------------------------------------------------- | ------- | ------- | -------- | ------- | ------- | -------- | ------- | ------- | -------- | ------- | ------- | ------- |
| Vitesse maximale relevée sur le mois                 | 87 km/h | 91 km/h | 118 km/h | 96 km/h | 97 km/h | 112 km/h | 97 km/h | 94 km/h | 100 km/h | 90 km/h | 90 km/h | 90 km/h |
| Tendance : jours avec une vitesse > 16 m/s (58 km/h) | ---     | =       | ++       | --      | +++     | ---      | ++++    | ++++    | =        | =       | ++++    | +       |

### Méthodes culturales et règlementation
Le cahier des charges que se sont donné les vignerons des AOC beaumes-de-venise leur impose de faire toute leur récolte manuellement. Dans l'un des ronds-points, à l'entrée du village, une sculpture représentant des mains cueillant une grappe rappelle cette obligation règlementaire.

## Vins
Les données de production des années récentes, telles que publiées par les Douanes, sont :
| Année | Superficie (ha) | Production (hl) | Rendement (hl/ha) |
| ----- | --------------- | --------------- | ----------------- |
| 2020  | 677             | 23 589          | 35                |
| 2021  | 697             | 20 746          | 30                |
| 2022  | 701             | 22 798          | 33                |
| 2023  | 713             | 26 803          | 38                |
| 2024  | 726             | 22 180          | 31                |

### Vinification en rouge
Comme de nombreux vignobles en dessous du 45e parallèle, les côtes-du-rhône méridionales, dont fait partie l'appellation beaumes-de-venise, sont des vins assemblant plusieurs cépages. Ceci est justifié par les caractéristiques climatiques régionales avec des été très chauds, sinon torrides, et la présence du mistral, vent excessif, qui participent à la surmaturation des cépages. Tous les essais de vinification mono-cépage ont démontré que ces vins ne peuvent atteindre une qualité élevée et donner la véritable expression du terroir. Par contre l'assemblage de plusieurs variétés permet d'obtenir un parfait équilibre entre acidité, alcool et tannins. 
C'est le grenache noir qui représente la plus importante proportion, il est assemblé avec le mourvèdre et la syrah. Un peu de cinsault permet d'apporter la finesse. Les trois premiers cépages permettent d'obtenir un parfait équilibre et donnent des grands vins de garde qui truffent en vieillissant. En fonction des parcelles et des micro-climats, l'assemblage peut varier entre 80 % de grenache, syrah et mourvèdre entrant en part égale pour le pourcentage restant, et 50 % de grenache, la syrah et le mourvèdre représentant chacun 25 %.

### Terroir et vins

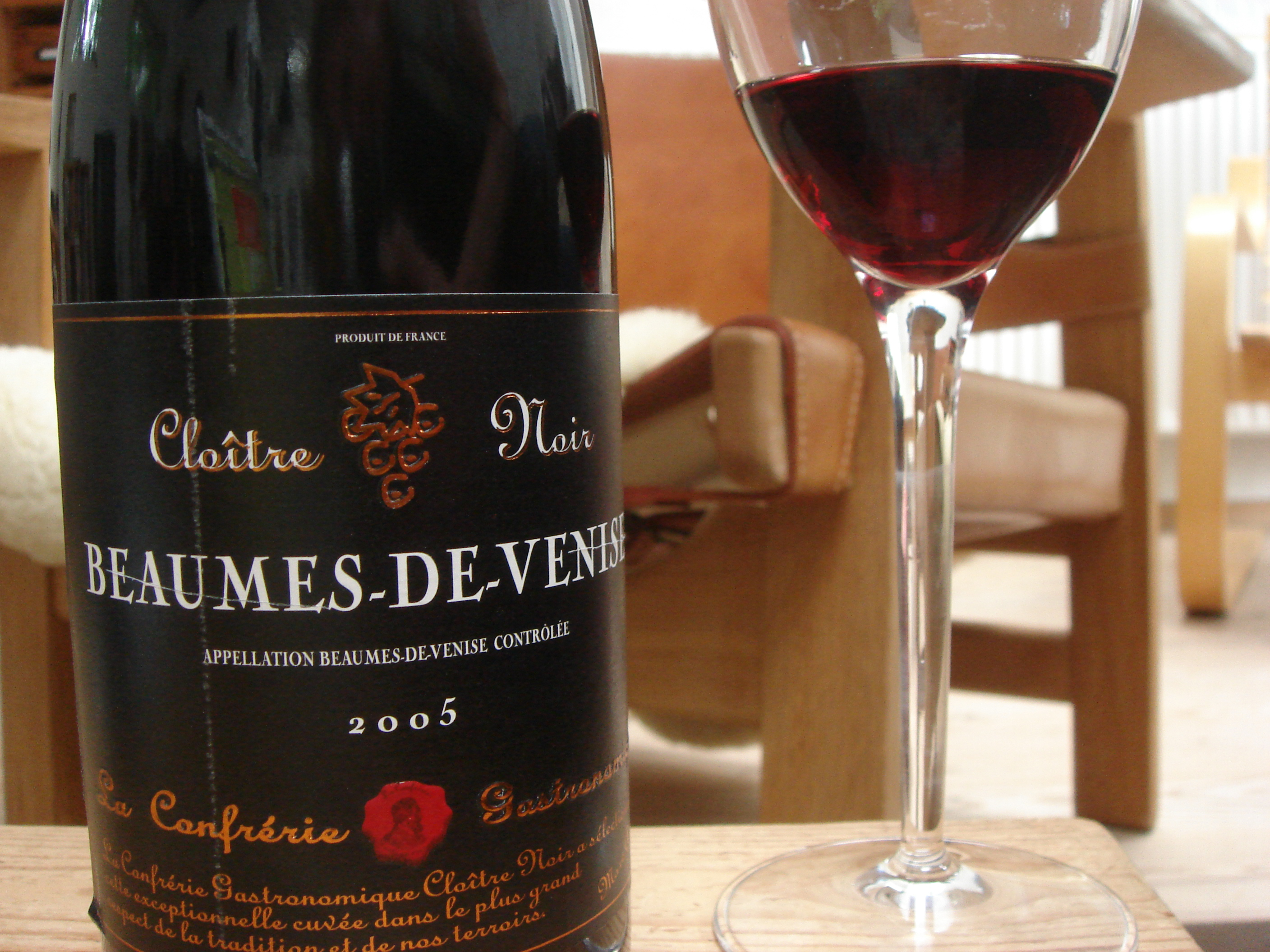
AOC Beaumes-de-venise, millésime 2005, cuvée de la Confrérie

### Structure des exploitations

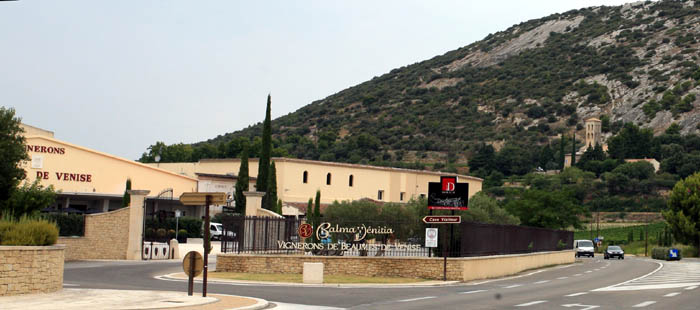
La cave de Balma Venitia.

Sur les quatre communes de l'appellation, la production est assurée très majoritairement (90 %) par de petites exploitations (dix à quinze hectares) regroupées en caves coopératives. La cave « Balma Vénitia » est donc le principal producteur de l'appellation. En août 1996, cette cave de vignerons a été la première de la vallée du Rhône à obtenir la norme internationale qualité ISO 9002. En 2001, elle s'est vu décerner la norme environnementale ISO 14001 et, en 2002, ce fut le BRC grade A.

### Millésimes
Ils correspondent à ceux du vignoble de la vallée du Rhône. Ils sont notés : année exceptionnelle , grande année , bonne année ***, année moyenne **, année médiocre *.
| Caractéristiques | Article de qualité | ***                | ***                | Bon article        | Article de qualité | Bon article        | Bon article        | ***                | Bon article | Bon article        |
| Millésimes 1990 | 1999               | 1998               | 1997               | 1996               | 1995               | 1994               | 1993               | 1992               | 1991        | 1990               |
| Caractéristiques | ***                | ***                | **                 | ***                | Bon article        | **                 | **                 | **                 | ***         | Article de qualité |
| Millésimes 1980 | 1989               | 1988               | 1987               | 1986               | 1985               | 1984               | 1983               | 1982               | 1981        | 1980               |
| Caractéristiques | Article de qualité | Article de qualité | Bon article        | ***                | Article de qualité | **                 | Bon article        | ***                | Bon article | Article de qualité |
| Millésimes 1970 | 1979               | 1978               | 1977               | 1976               | 1975               | 1974               | 1973               | 1972               | 1971        | 1970               |
| Caractéristiques | Bon article        | Article de qualité | Bon article        | **                 | ***                | Bon article        | ***                | **                 | **          | Article de qualité |
| Millésimes 1960 | 1969               | 1968               | 1967               | 1966               | 1965               | 1964               | 1963               | 1962               | 1961        | 1960               |
| Caractéristiques | **                 | *                  | Article de qualité | Article de qualité | ***                | ***                | **                 | **                 | ***         | Article de qualité |
| Millésimes 1950 | 1959               | 1958               | 1957               | 1956               | 1955               | 1954               | 1953               | 1952               | 1951        | 1950               |
| Caractéristiques | Bon article        | Bon article        | Article de qualité | Bon article        | Bon article        | ***                | Bon article        | Article de qualité | **          | Article de qualité |
| Millésimes 1940 | 1949               | 1948               | 1947               | 1946               | 1945               | 1944               | 1943               | 1942               | 1941        | 1940               |
| Caractéristiques | Article de qualité | Article de qualité | Article de qualité | Bon article        | Article de qualité | **                 | Article de qualité | Bon article        | **          | **                 |
| Millésimes 1930 | 1939               | 1938               | 1937               | 1936               | 1935               | 1934               | 1933               | 1932               | 1931        | 1930               |
| Caractéristiques | *                  | Bon article        | Bon article        | ***                | **                 | Article de qualité | Article de qualité | **                 | **          | **                 |
| Millésimes 1920 | 1929               | 1928               | 1927               | 1926               | 1925               | 1924               | 1923               | 1922               | 1921        | 1920               |
| Caractéristiques | Article de qualité | Article de qualité | **                 | Bon article        | **                 | Bon article        | Bon article        | **                 | Bon article | Bon article        |
| Sources : Yves Renouil (sous la direction), Dictionnaire du vin, Éd. Féret et fils, Bordeaux, 1962 ; Alexis Lichine, Encyclopédie des vins et alcools de tous les pays, Éd. Robert Laffont-Bouquins, Paris, 1984, Les millésimes de la vallée du Rhône & Les grands millésimes de la vallée du Rhône |                    |                    |                    |                    |                    |                    |                    |                    |             |                    |

Soit sur 90 ans, 24 années exceptionnelles, 26 grandes années, 16 bonnes années, 22 années moyennes et 2 années médiocres.

### Commercialisation

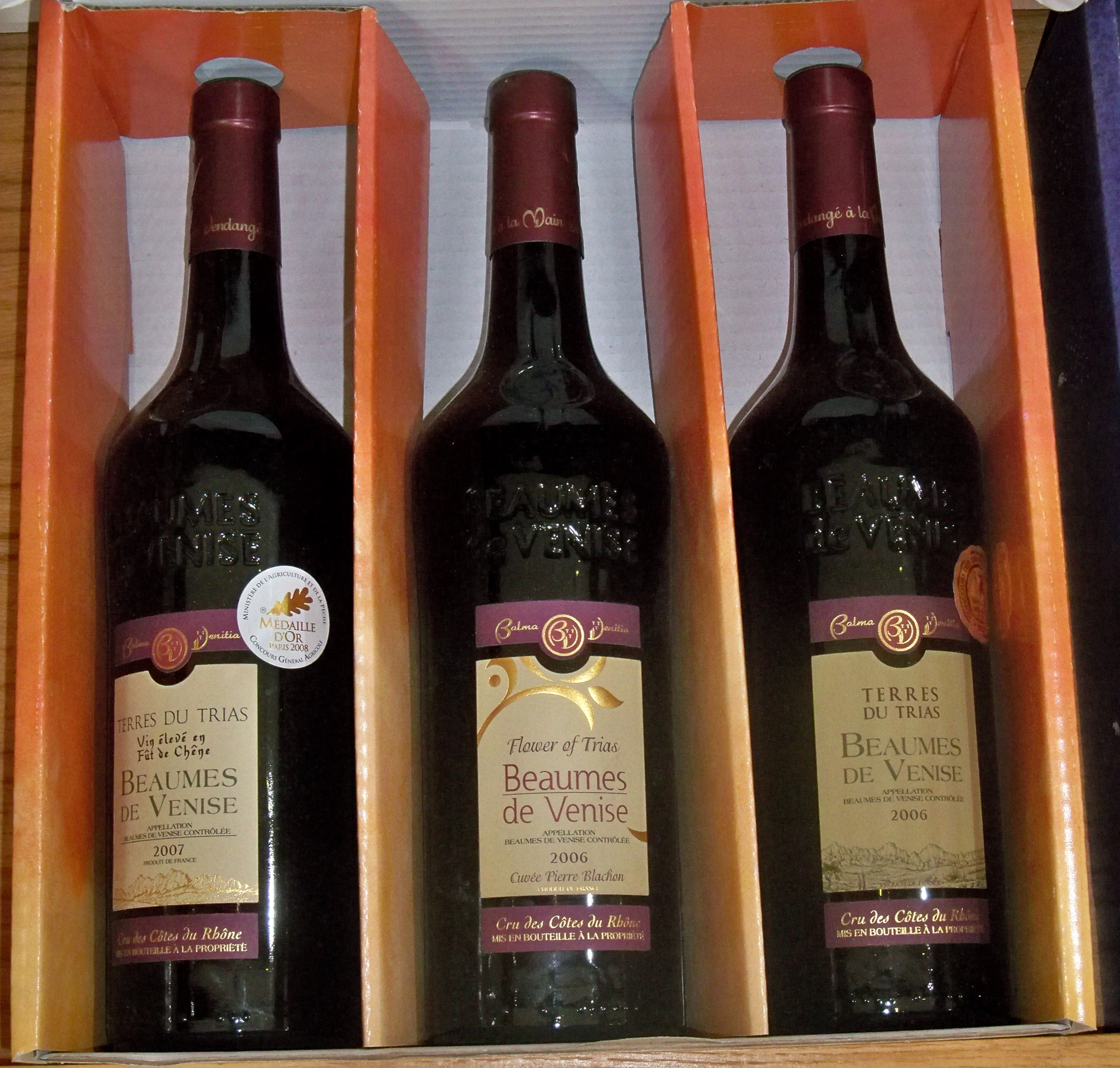
Trois cuvées de terres du Trias dont une pour l'export

## Liste des producteurs et négociants
Les producteurs sont situés dans trois communes (Beaumes-de-Venise, Lafare et Suzette - marquées (A) ci-dessous) faisant partie de l'aire de l'appellation et cinq communes voisines (Aubignan, Courthézon, Gigondas, Vacqueyras, Violès - marquées (V) ci-dessous) parce qu'ils possèdent des vignes dans cette aire.
| Commune               | Cave |
| --------------------- | --- |
| Beaumes-de-Venise (A) | Balma Venitia - Château des Applanats - Domaine Beaumalric - Domaine des Bernardins - Domaine Bouletin - Domaine des Coyeux - Domaine de Durban - Domaine de Fenouillet - Domaine le Pigeade - Domaine de Vaubelle |
| Lafare (A)            | Domaine de Cassan |
| Suzette (A)           | Château Redortier - Domaine Beauvalcinte - Domaine Chiniard - Domaine de la Ferme Saint-Martin - Domaine des Garances - Domaine Saint-Amant - Michel Ravardel                                                      |
| Aubignan (V)          | Château Saint-Sauveur |
| Courthézon (V)        | Domaine de Fontavin - Domaine Marquis Ravardel |
| Gigondas (V)          | Cave de Gigondas - Domaine les Gouberts - Domaine de la Tourade |
| Vacqueyras (V)        | Domaine de la Colline Saint-Jean - Domaine la Garrigue - Domaine Maître Curnier - Vignerons de Caractère |
| Violès (V)            | Domaine des Richards |

Les négociants sont Arnoux & fils et Pascal frères à Vacqueyras.